# کریستینه وارطانیان
کریستینه مارتینی وارطانیان (ارمنی: Քրիստինե Մարտինի Վարդանյան؛ زادهٔ ۲۳ اکتبر ۱۹۹۳) یک  سیاستمدار اهل ارمنستان است که از تاریخ ۲۰۲۱ تا تاریخ ۲۰۲۶ سمت نمایندگی دوره هشتم مجلس ملی جمهوری ارمنستان را برعهده داشت.

## زندگی‌نامه
در ۲۳ اکتبر ۱۹۹۳ در ایروان به دنیا آمد و از دانشگاه دولتی ایروان (۲۰۱۵) فارغ‌التحصیل شد. 